# Українська молодь — Христові
«Українська молодь — Христові» (УМХ) — організація, заснована митрополитом Андреєм Шептицьким у Галичині в 1930-х роках.

## Історія
«Українська молодь — Христові» — релігійно-національне свято української католицької молоді, що відбулося 7 червня 1933 з метою демонструвати підтримку Католицькій церкві з нагоди 1900-ї річниці смерті й воскресіння Ісуса Христа. На демонстрацію до Львова прибуло близько 50 000 молоді. У програмі були: Польова Служба Божа на площі Сокола-Батька, після якої єп. І. Бучко прийняв присягу молоді на вірність Христові і посвятив прапори. Відбувся маніфестаційний похід вулицями міста і дефіляда на горі Святого Юра перед митрополитом А. Шептицьким. Організацією свята керував І. Бабій; серед співорганізаторів були В. Глібовицький та Р. Данилевич. ОУН поставилася негативно до «Українська молодь — Христові».
За радянських часів практично не існувала. Відродження УМХ пов'язане з виходом УГКЦ із підпілля. Першим головою новоствореної УМХ був Ігор Матушевський Другим з 1995 р. був Теодор Гудзяк. Цікавим медіапроєктом організації було видавництво часопису «Вірую», який мав велику популярність в Україні. У сьогоденні основний напрямок діяльності УМХ це — праця з молоддю.
Загалом організація має у своїй історії три чітко окреслені в часі і якості періоди:
1932—1933 роки
В програмі активізації Католицької акції Вселенської Церкви було покликати до життя рух «Католицька Акція Української молоді» (КАУМ), який в окреслений період провів у багатьох містах і селах Галичини молодіжні масові зібрання «Українська молодь — Христові» (УМХ). Акцій завершилася грандіозним 100-тисячним здвигом молоді у Львові 6 травня 1933 року. Власне 1933 рік був проголошений Апостольським Престолом Роком Христа з нагоди 1900-річчя розп'яття, смерті та воскресіння нашого Спасителя.
1959—1990 роки
Після драматичних подій Другої Світової війни, післявоєнного переділу Європи, в результаті якого весь український народ опинився в неволі під владою комуністичного тоталітарного режиму, в особливо жорстокий спосіб атеїстична влада намагалася знищити духовність народу. Була заборонена й Українська Греко-Католицька Церква, репресовані десятки тисяч осіб духовенства та мирян. У цих обставинах рух УМХ був перенесений у Західний світ. Протягом 1959—1990 років відбулися з'їзди, конгреси, фестивалі УМХ в багатьох країнах світу: Європі, Північній та Південній Америці, Австралії,
1990 роки — сучасний етап
На останній стадії горбачовської «перестройки»(укр. - перебудови) ідея та рух «Українська молодь — Христові» знову повернулися в Галичину, 7—8 вересня 1990 року спільними силами духовенства, мирян, діаспори та представників підпільної Церкви в Україні у Львові знову відбувся з'їзд УМХ. Цього разу він зібрав 40 тисяч учасників і став провісником національного та духовного відродження. Через кілька днів після з'їзду 17 вересня 1990 року у Львові було утворено першу молодіжну організацію УМХ. Сьогодні рух УМХ поширений по цілій Україні. Утворено 70 теренових організацій та осередків в 14 областях України. Що три роки організація проводить з'їзди УМХ, залучаючи до участі не лише греко-католицьку, а й представників усіх інших конфесій в Україні. Так, 1993 року відбувся з'їзд УМХ під гаслом «Екологія віри» згуртувавши 30 тисяч молодих українців навколо ідей духовності та збереження природи. А 1996 року організація «Українська молодь — Христові» у рік 400-ліття Берестейської унії провела Всесвітній з'їзд УМХ, на який з'їхались молоді. українці багатьох країн світу. УМХ згуртовує християнську молодь для її духовного вдосконалення. Одночасно організація проводить динамічну програму молодіжного апостоляту, використовуючи для цього найрізноманітніші засоби, як-от акції милосердя, духовні бесіди, сарепти, — реколекції, семінари, конференції, з'їзди, видання газет, релігійної літератури, методичних та інформаційних посібників, Так, щоп'ятниці організація проводить Духовні бесіди, залучаючи до її участі не лише своїх членів, а й молодь, «загублену» у сучасному світі. У середньому раз на три місяці УМХ організовує Реколекції (триденні духовні вишкільні зібрання). УМХ бере активну участь у міжконфесійному діалозі. Одна з форм — співорганізація екуменічних таборів «Злагода», котрі вже в п'яте організовує спільно з Молодіжним бюро дієцезії Гільдесгайм (Німеччина). 1995 року такий табір відбувся у с. Велика Воля (Миколаївський р-н Львівської обл.), де українську делегацію представляли представники УАПЦ, УГКЦ, УПЦ КП, РКЦ, а також Вірменської Апостольської Церкви в Україні. Свою діяльність УМХ проводить на основі українських національних та Церковних традицій, жертовності і духовного подвигу підпільної Церкви, знань, наукових здобутків Церкви в діаспорі, досвіду та методичних опрацювань Вселенської Церкви на Заході. Принципи праці організації ґрунтується на рішеннях II Ватиканського Собору, що передбачають соціальну та політичну активність відкритість, екуменізм. Відповідно до діючого в Україні законодавства УМХ має статус громадської організації яка працює на основі і в межах християнської моралі.

## Напрямки діяльності

### Молодіжний християнський центр
Проєкт розпочато 1999 р. У 2000 році ми отримали приміщення площею 450 м² в центрі Львова за адресою вул. Пекарська, 13. У 2001 році після попереднього ремонту частини площі центр почав працю. 
Сьогодні працюють такі відділи:
Щорічний курс духовних бесід, включає в себе катехизацію, вивчення Святого Письма, дискусії з християнських позицій про труднощі розвитку громадського суспільства в Україні.
Школа молодіжного лідерства. Виховує лідерські навички, заохочує до прийняття активної позиції у церковних, суспільно-політичних соціальних ділянках.
Бібліотека. Налічує до 3 тисяч томів. Складається з релігійної, суспільно-політичної, науково-методичної художньої літератури. Служить членам УМХ для поглиблення знань і для дозвілля.
Хор. Працює у формі творчої духовної спільноти. Розвиває музичні здібності молоді, бере участь у заходах організації. Музично-хореграфічний дитячий ансамбль. Розвиває творчі здібності дітей, одночасно виховуючи їх у християнському дусі.
Театральний гурток. Розвиває творчі здібності молоді. Підготовляє тематичні інсценізації відповідно до статутних потреб УМХ.

### Найближчі проєкти
Спортивний зал. Служить для оздоровлення, фізичного зміцнення та відпочинку молоді.
Творча, виробнича майстерня. Для хлопців — слюсарні та столярні роботи. Для дівчат — вишивка, крій та шиття. Плануємо виготовляти церковну атрибутику, різдвяні шопки, та писанки. Готова продукція буде поширюватися по осередках УМХ, інших громадських організаціях, та парохіях, та через благодійні аукціони.
Кризовий центр. Включає в себе обладнання кількох кімнат для тимчасового проживання осіб, що потерпіли від насильства, в сім'ї або в навчальному закладі.
Телефон довіри, та інформаційний телефон щодо діяльності тоталітарних сект. Працюватиме група волонтерів які допомагатимуть долати: психологічні та психічні кризи, суїцидальні настрої, сектантський фанатизм, та соціальну безпорадність.
Збереження життя. Планується обладнання приміщень де молоді жінки, які потрапили у важку ситуацію і прагнуть позбутися вагітності, могли б змінити свої наміри, тобто народити дитину і перебути протягом року у порядних побутових умовах.